# Schloss La Motte (Bardigues)

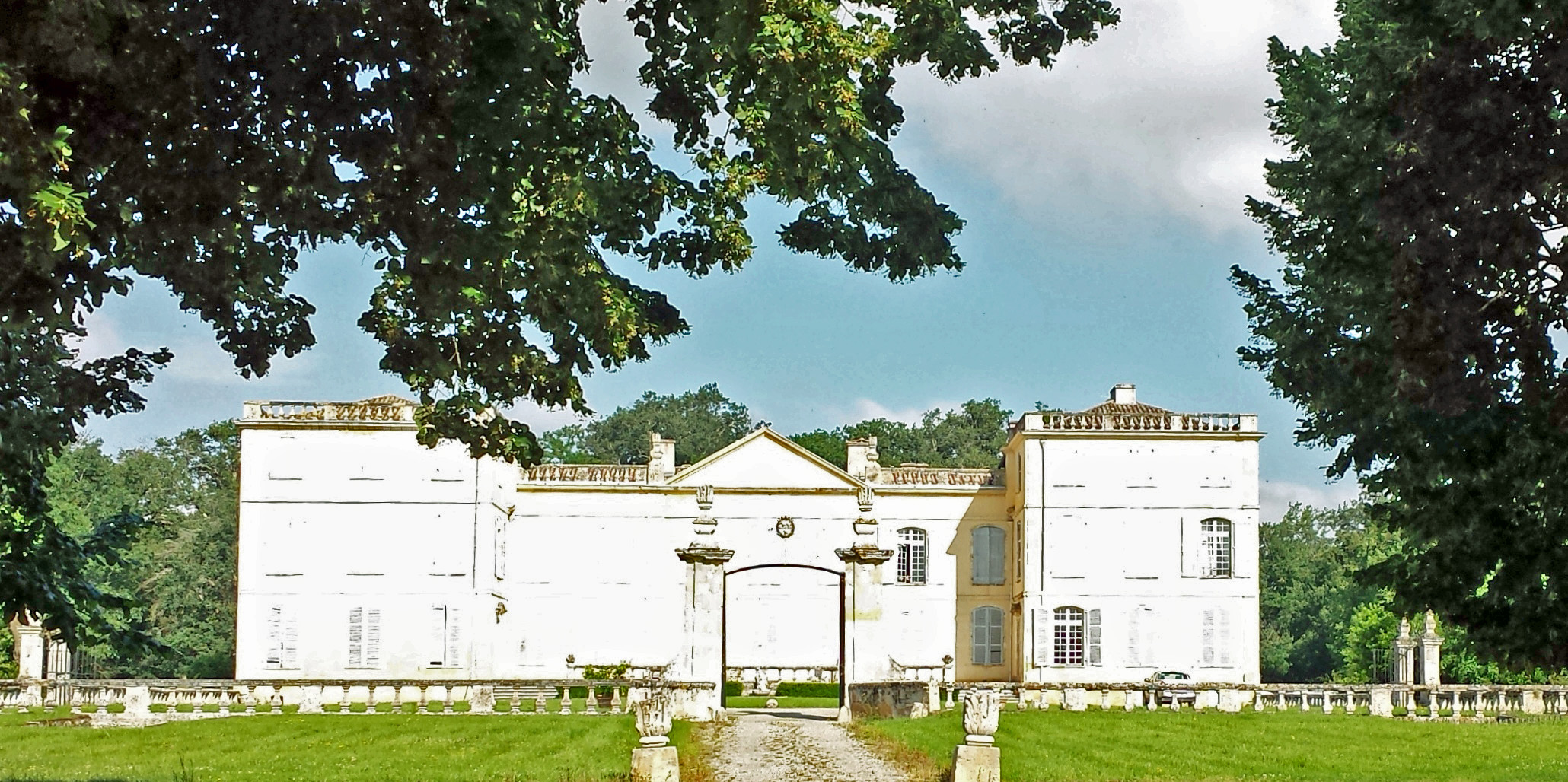
Fassade auf den Ehrenhof

Das Schloss La Motte ist ein Schloss aus dem 18. Jahrhundert in der Gemeinde Bardigues im französischen Département Tarn-et-Garonne in der Region Okzitanien.

## Geschichte
Das Lehen Bardigues wurde 1315 von Raymond-Arnaud de Goth, dem Neffen von Clemens V., dem ersten Papst in Avignon, erworben. Die Familie Goth baute im Laufe des 14. Jahrhunderts ein erstes Schloss, das im 16. Jahrhundert umgebaut wurde.
Als Béraud de Goth sich der Armee des Königs anschloss, verfasste er am 26. Juni 1589 sein Testament zugunsten seiner Frau und eines potenziellen Kindes, blieb aber ohne Nachkommen. Als Ersatzerben hatte er Pierre de Cruzy-Marcillac eingesetzt, mit der Maßgabe, dass er seinem Namen den der Goth hinzuzufüge. Dies geschah am 12. Januar 1633.
Pierre de Goth de Cruzy-Marcillac, der mit Madeleine de Voisins-Montaut verheiratet war, hatte als alleinige Erbin eine Tochter, Charlotte, die er am 2. Januar 1625 mit Jean-François d’Esparbès de Lussan verheiratete. Mit dieser Heirat vermachte er seinem Schwiegersohn seinen gesamten Besitz und wies ihn ebenfalls an, seinem Familiennamen den Namen de Goth hinzuzufügen. Dies geschah bei der Geburt seines einzigen Enkels, Sylvestre d’Esparbès de Lussan de Goth († nach 1741).
Die bekanntesten Besitzer bzw. Bewohner des Schlosses aus der Familie Esparbès sind:
- Michel d'Esparbès de Lussan de Goth (1682–1776), Baron de La Motte-Bardigues, Sohn von Sylvestre
- Jean Jacques Pierre d’Esparbès de Lussan (1720–1810), dessen Sohn, Baron de Lamotte-Bardigues, Generalgouverneur von Sainte-Domingue, starb auf dem Schloss
- Louis François d’Esparbes de Lussan (1732–1810), dessen Bruder, Baron de La Motte-Bardigues, starb auf dem Schloss
- Louise d’Esparbès de Lussan (1764–1804), dessen Tochter, geboren auf dem Schloss, durch ihre Ehe Vicomtesse de Polastron, 1785 Mätresse des Comte d’Artois

Das heutige Schloss wurde im Laufe des 18. Jahrhunderts auf den Grundmauern des alten Gebäudes errichtet. Das Anwesen blieb im Besitz der Familie d’Esparbès de Lussan, bis diese mit Emmanuel d’Esparbès de Lussan (* 1842), ausstarb, der im August 1870 in der Schlacht bei Gravelotte ums Leben kam.
Emmanuels Erbin war seine Schwester Berthe (1839–1895), und durch ihre Heirat mit Henri de Saint-Exupéry ging das Anwesen an die Familie Saint-Exupéry über. Ihre Tochter Jacqueline erbte ihrerseits und brachte das Gut durch ihre Heirat mit Ferdinand de Greling in den Besitz der Familie Greling. Im Jahr 1922 heiratete ihre Tochter Françoise Maurice Barbara de Labelotterie de Boisséson, wodurch das Schloss in den Besitz dieser Familie überging, die es auch heute noch besitzt.

## Architektur
Das Schloss besteht aus einem zentralen Hauptgebäude mit sieben Jochen auf zwei Ebenen, das auf beiden Seiten von dreieckigen Giebeln mit jeweils zwei Pots à feu gekrönt wird. Es wird von zwei Pavillons flankiert, die in der Tiefe verdoppelt und um ein weiteres Stockwerk erhöht wurden und einen H-förmigen Grundriss erzeugen. Das gesamte Gebäude wird von falschen Dachterrassen mit flach geneigten Ziegeldächern überragt.
Das Schloss besitzt einen großen Ehrenhof, aber auch zwei symmetrische Wirtschaftsflügel, die von diesem durch Wassergräben und ein schmiedeeisernes Tor mit dem Wappen der Familie d’Esparbès de Lussan getrennt sind.
Die Innenräume des Schlosses bieten ebenfalls ein Dekor aus Wandvertäfelungen und Gipskartonarbeiten aus dem 18. und 19. Jahrhundert, sowie Marmorkamine, Tapeten, Tomette-Fliesen und bemalte Türüberzüge.
Neben dem Schloss und seinen Nebengebäuden umfasst das Anwesen einen großen Park, landwirtschaftliche Nutzflächen von 130 Hektar, 75 Hektar Wald, vier Bauernhöfe und eine Mühle.

## Denkmalschutz
Das Anwesen wurde ein erstes Mal per Erlass vom 24. Mai 1973 für den Ehrenhof mit seinen drei Portalen und dem Brunnen und ein zweites Mal per Erlass vom 18. November 1999 für das gesamte Schloss als Monument historique eingestuft.
Es wurde außerdem per Erlass vom 1. April 1999 für seine Zufahrtsallee, seinen Vorhof und seine Wirtschaftsgebäude, seinen Park und seinen Warren sowie seine Mühle eingetragen.